# Козлов, Иван Иванович (сенатор)
Иван Иванович Козлов (26 марта 1716 — 18 июня 1788) — действительный тайный советник (с 24.11.1784), генерал-рекетмейстер (1762), сенатор. Сын генерала И. Ф. Козлова, дед поэта И. И. Козлова.

## Биография
Происходил из дворянского рода Козловых. Службу начал 28 августа 1733 года — солдатом лейб-гвардии Измайловского полка; затем — фурьер (1734); каптенармус (1738); сержант (1738); аудитор (5.03.1739); подпоручик (1740). Участвовал в боевых действиях против шведов. В 1742 году вышел в отставку с военной службы в чине премьер-майора.
В период 1744—1749 годов был воеводой в Орле. В 1750-е годы состоял членом комиссии строения дворца в Москве, членом Юстиц-коллегии, Главной межевой канцелярии (1755). В 1760 году был произведён в статские советники и назначен обер-секретарём Сената.
Переименован в генерал-рекетмейстеры 9 января 1762 года. Указом Екатерины II от 21 января 1763 года генерал-рекетмейстеру Козлову дано право объявлять её указы сенаторам. Козлов активно работал в составе «Комиссии для составления нового уложения». В конце апреля 1767 года Екатерина II выехала из Москвы, дав ему приказание:
Иван Иванович! Во время моего отсюда отсутствия продолжайте почасту ходить по коллегиям, дабы те порядки пока не пришли в упадок, которые, мы, слава Богу, хотя с трудом завели.
Осенью того же года (22 сентября) произведён в тайные советники. Назначен в Правительствующий сенат 9 июля 1768 г. В Донском монастыре сохранилось мраморное надгробие сенатора Козлова, выполненное по заказу его сына Ивана скульптором Г. Т. Замараевым.

## Награды
- Орден Святой Анны (22.09.1764)
- Орден Святого Александра Невского (10.07.1775)

## Семья

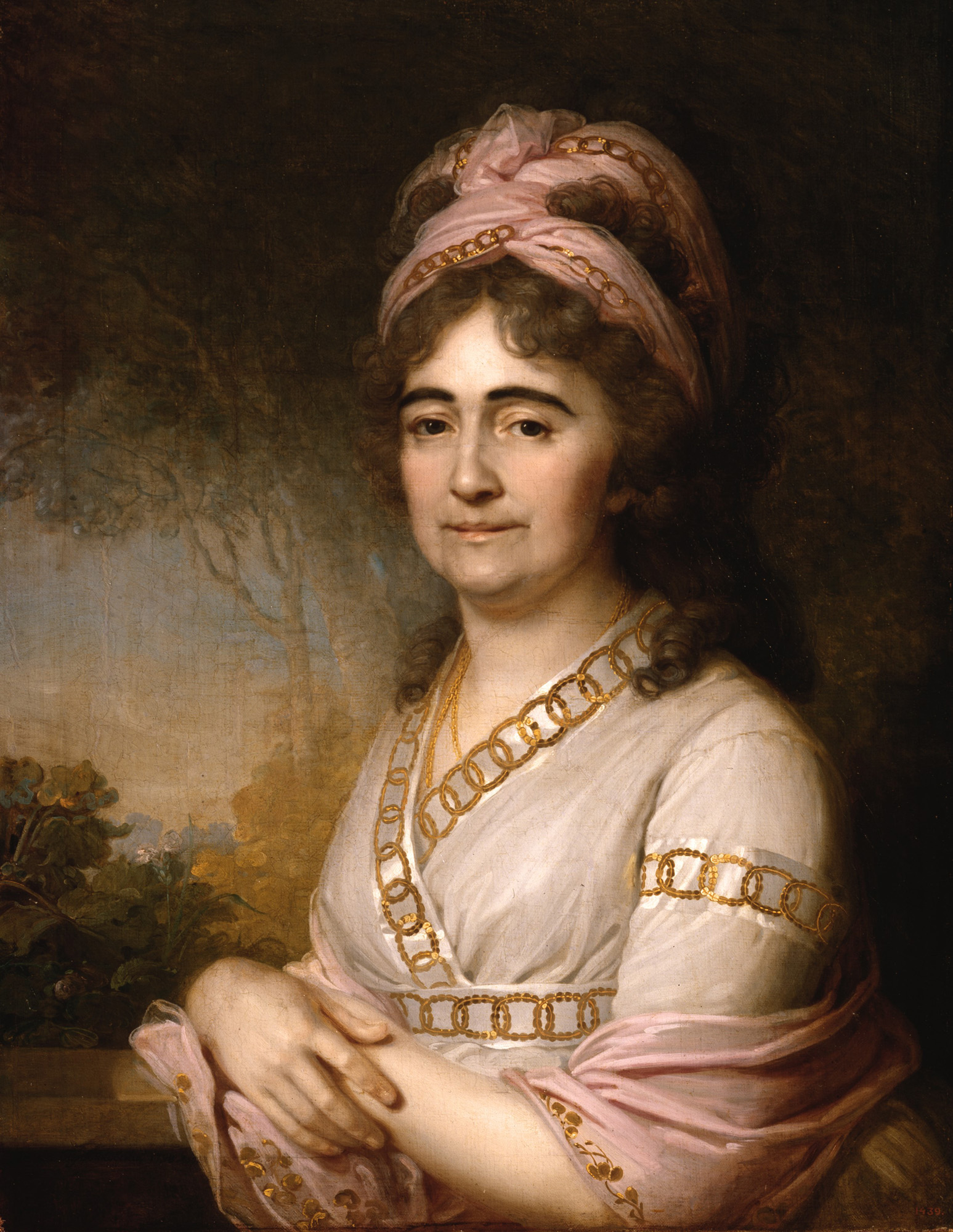
Марфа Арбенева, дочь

В браке с Анной Ивановной (ум. 22.08.1774) имел детей:
- Марфа (1741—1804), замужем за генералом от инфантерии И. И. Арбеневым; в её петербургском доме на Малой Морской часто бывали драматург Княжнин и поэт Державин[2].
- Иван (1748—1808), действительный статский советник, отец слепого поэта И. И. Козлова.
- Анна, замужем за князем М. П. Голицыным, скончалась при родах[3].
- Вера (ум. 3.12.1786), похоронена в Донском монастыре.